# Fondón
Fondón es una localidad y municipio español situado en la parte central de la comarca de la Alpujarra Almeriense, en la provincia de Almería, comunidad autónoma de Andalucía. Limita con los municipios de Laujar de Andarax, Paterna del Río —por un enclave—, Abrucena, Beires, Almócita, Dalías y Berja. Por su término discurre el río Andarax.
El municipio fondonero comprende los núcleos de población de Fondón —capital municipal—, Benecid y Fuente Victoria, siendo este último una entidad local autónoma —con ayuntamiento propio y la mayoría de competencias del ámbito local— desde febrero de 1987.
Buena parte de su término lo ocupa el parque nacional y natural de Sierra Nevada.

## Geografía
Sus coordenadas geográficas son 36° 59′ N, 2° 51′ O. Se encuentra situada a una altitud de 846 metros y a 63 kilómetros de la capital de provincia, Almería.
| Núcleos de población | Habitantes 2020 | Coordenadas                               | Distancia (km) |
| -------------------- | --------------- | ----------------------------------------- | -------------- |
| Fondón               | 645             | 36°58′45″N 2°51′30″O / 36.97917, -2.85833 | 0              |
| Benecid              | 71              | 36°59′24″N 2°51′33″O / 36.99000, -2.85917 | 1,8            |
| Fuente Victoria      | 278             | 36°59′07″N 2°52′36″O / 36.98528, -2.87667 | 1,7            |
| Total                | 994             |                                           |                |

| Noroeste: Laujar de Andarax | Norte: Abrucena | Nordeste: Beires |
| Oeste: Laujar de Andarax    |                 | Este: Almócita   |
| Suroeste: Berja             | Sur: Dalías     | Sureste: Dalías  |

### Naturaleza
El municipio se encuentra dentro del parque nacional y natural de Sierra Nevada, que es a su vez reserva de la biosfera por su importancia paisajística y flora, entre otras. El parque nacional de Sierra Nevada ocupa un 5,32 % del total municipal.
Por otro, la parte sur se encuentra dentro de la Zona Especial de Conservación "Sierras de Gádor y Enix", que está protegida a nivel comunitario por sus ecosistemas de alta montaña, ecosistemas semiáridos y por ser hábitat de la Chersophilus duponti. En la flora destaca el mastuerzo de Gádor y el comin de Gádor como especies prioritarias.
En el municipio se encuentra el Lugar de Interés Geológico "Minas y plomo de la fundición del Fondón", que ocupa 10,12 hectáreas cuyo interés geológico es minero-metalúrgico.

### Riesgos naturales
El municipio de Fondón todavía no cuenta con un PTEL que cumpla con la Ley 5/2010 sobre autonomía local.

## Geografía humana

### Organización territorial
Además de la cabecera municipal, Fondón cuenta también con varias entidades de población según el nomenclátor publicado por el Instituto Nacional de Estadística: Benecid y Fuente Victoria.

### Demografía
Cuenta con una población de 1133 habitantes (INE 2024).

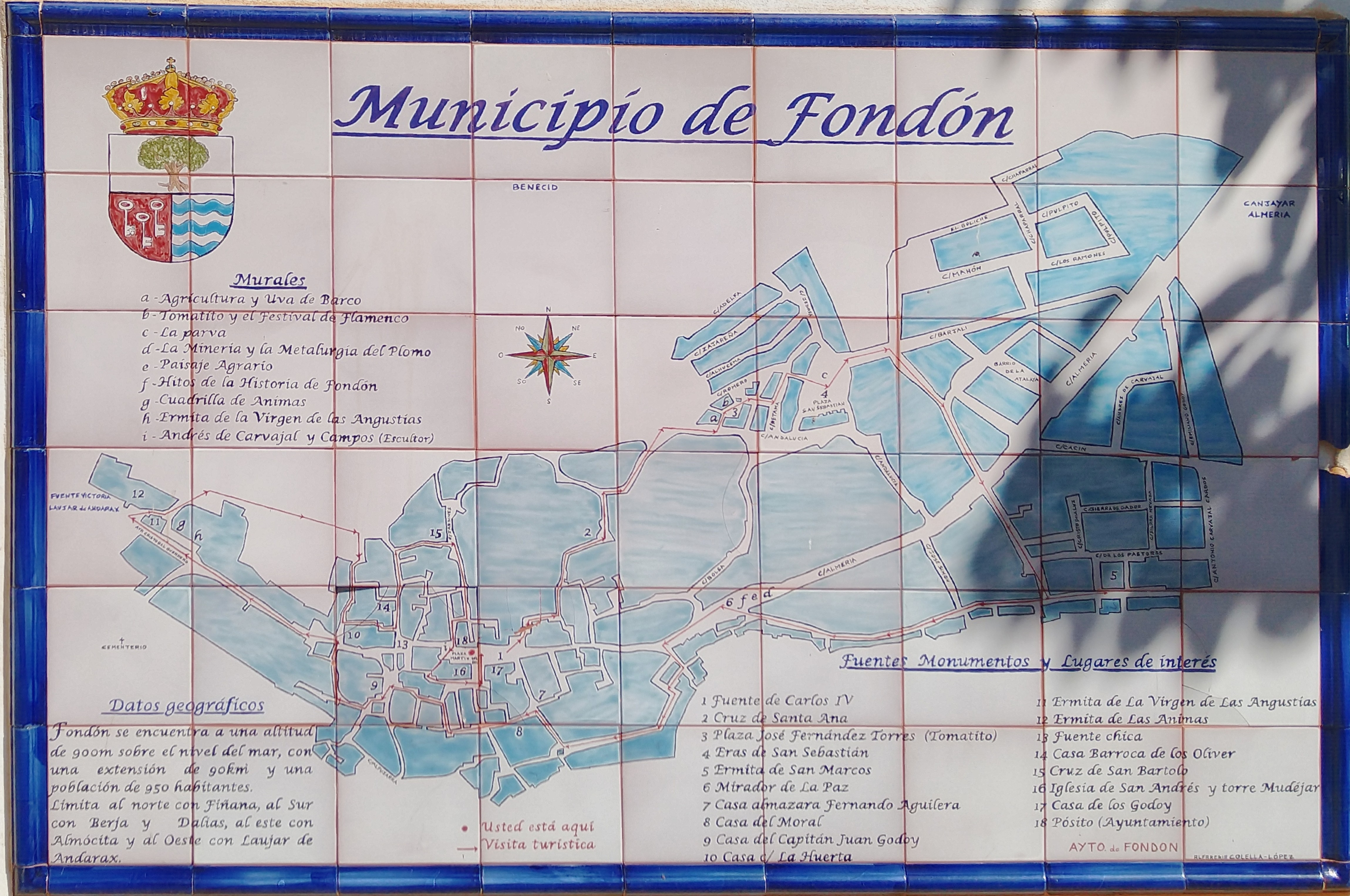
Azulejo del ayuntamiento representando al municipio.

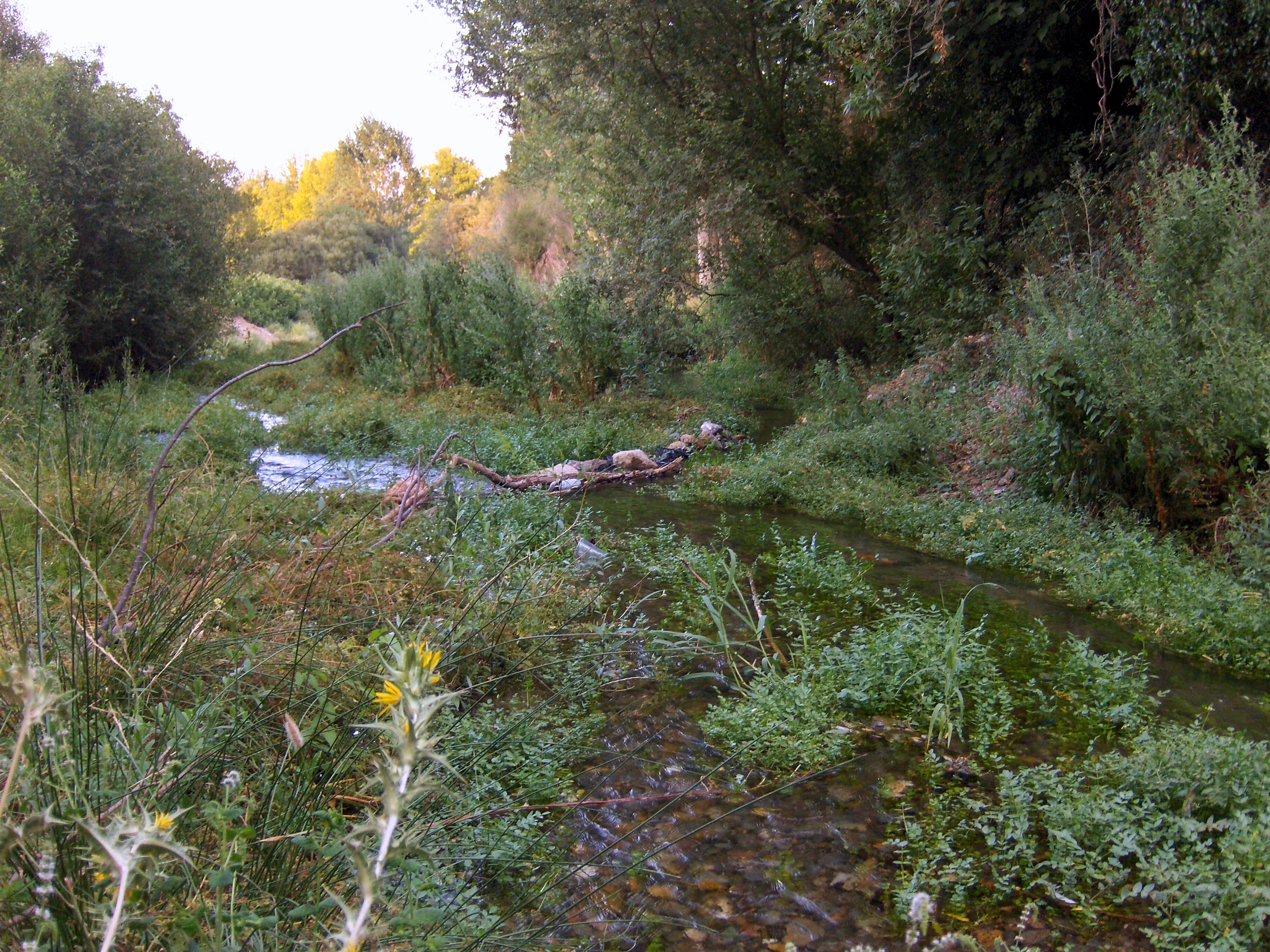
El río Andarax a su paso por Fondón.

| Gráfica de evolución demográfica de Fondón entre 1842 y 2021 |
| |
| Población de derecho según los censos de población del INE. Población de hecho según los censos de población del INE.En estos censos se denominaba Fondón y Bencid: 1842, 1857 y 1860. Entre el censo de 1887 y el anterior, crece el término del municipio porque incorpora a Presidio de Andarax. |

| 1996 | 1998 | 1999 | 2000 | 2001 | 2002 | 2003 | 2004 | 2005 | 2006 | 2007 | 2008 | 2009 | 2010 | 2011 | 2012 | 2013 | 2014 | 2015 | 2016 | 2017 | 2018 | 2019 | 2020 |
| ---- | ---- | ---- | ---- | ---- | ---- | ---- | ---- | ---- | ---- | ---- | ---- | ---- | ---- | ---- | ---- | ---- | ---- | ---- | ---- | ---- | ---- | ---- | ---- |
| 934  | 918  | 926  | 943  | 957  | 951  | 943  | 946  | 934  | 950  | 965  | 985  | 991  | 989  | 976  | 989  | 990  | 991  | 1020 | 1017 | 1002 | 975  | 989  | 994  |

### Comunicaciones

#### Ferrocarril
A finales del siglo XIX, el senador Sebastián Pérez García propuso la construcción de un ferrocarril que conectara la zona minera de los alrededores de Fondón con la de la capital de la provincia, aunque la proposición no llegó a cuajar.

### Economía

#### Sector primario

##### Agricultura
A pesar de la efímera relevancia que tuvieron el cultivo de algodón y maíz, la uva ha sido históricamente el cultivo más rentable, además del esparto.

##### Minería

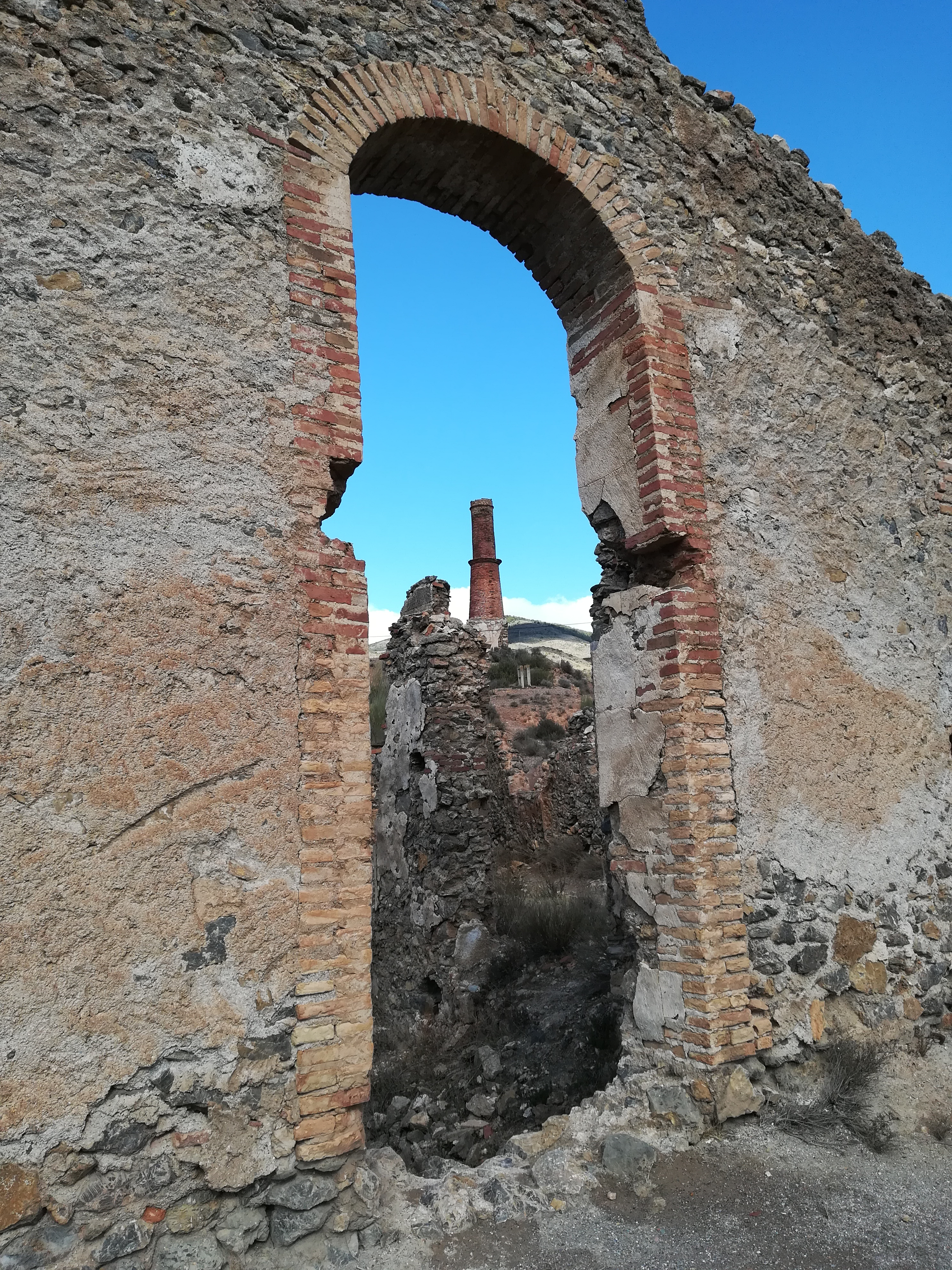
Ruinas de las instalaciones de la mina Patrocinio.

Históricamente, se tiene constancia de la existencia de un total de 596 permisos de explotación minera en el municipio de Fondón registrados entre los años 1855 y 1980, siendo en su amplia mayoría extractoras de minerales de hierro y plomo. Dado que a finales del siglo XVIII se permitió a los particulares y pequeños propietarios la labor extractiva, esta ha dejado amplias muestras por todo el territorio. La relevancia de esta actividad fue decayendo a partir de la Primera Guerra Mundial y nunca se recuperó, a pesar de que la mina de hierro más fructífera registrada en la provincia fue la mina Dos Amigos a finales del siglo XIX. 
Además, aparte de las propias minas, también existieron una serie de infraestructuras complementarias, también hoy desaparecidas, como la fundición de Fuente Victoria.

#### Sector secundario
En tiempos recientes ha alcanzado un auge mediático y una importancia económica en la zona la industria vitivinícola de Fondón, con una producción de unos 380 000 litros anuales.
Desde 2020 cuenta con fábrica una fábrica de cerveza y destilería, que opera bajo la marca Nevada, con cervezas y ginebras premiadas internacionalmente.

### Evolución de la deuda viva municipal
| Gráfica de evolución de Deuda viva del Ayuntamiento de Fondón entre 2008 y 2019                                |
| |
| Deuda viva del Ayuntamiento de Fondón en miles de Euros según datos del Ministerio de Hacienda y Ad. Públicas. |

## Política

### Alcaldes

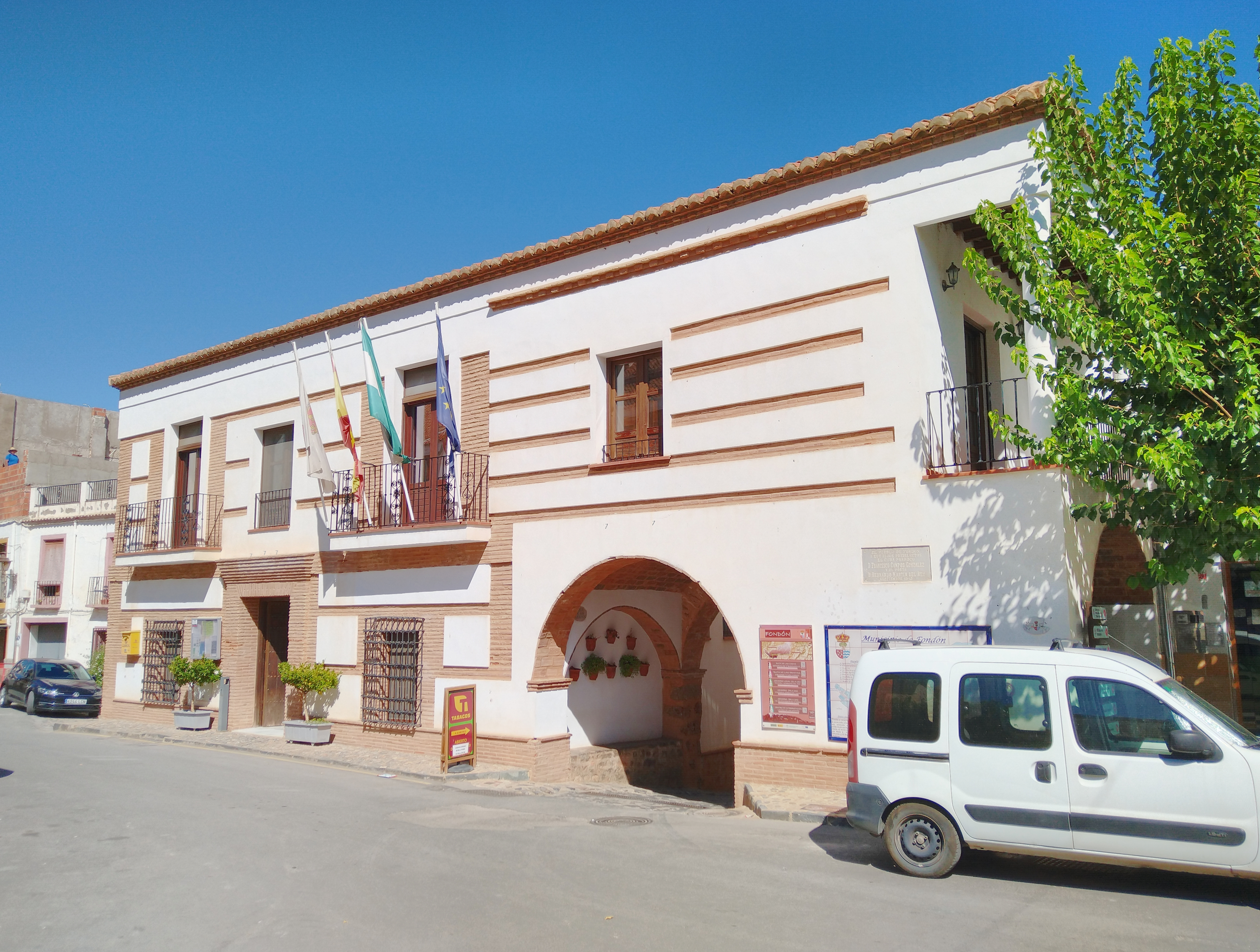
Casa Consistorial de Fondón

| Mandato   | Nombre del alcalde                | Partido político |
| --------- | --------------------------------- | ---------------- |
| 1979-1983 | Baldomero López Loznao            | UCD              |
| 1983-1987 | Elías Fresneda Arias              | AP               |
| 1987-1991 | Joaquín Fresneda López            | PSOE             |
| 1991-1995 | Joaquín Fresneda López            | PSOE             |
| 1995-1999 | Joaquín Fresneda López            | PSOE             |
| 1999-2003 | Joaquín Fresneda López            | PSOE             |
| 2003-2007 | Joaquín Fresneda López            | PSOE             |
| 2007-2011 | Joaquín Fresneda López            | PSOE             |
| 2011-2015 | Francisco Andrés Álvarez Aguilera | PP               |
| 2015-2019 | Francisco Andrés Álvarez Aguilera | PP               |
| 2019-2023 | Valentín José Martín Ramírez      | PSOE             |
| 2023-     | Valentín José Martín Ramírez      | PSOE             |

## Servicios públicos

### Educación
El municipio no cuenta con un colegio público. En su lugar, los alumnos deben acudir al colegio público rural de Alcolea para su educación primaria, trasladándose después al IES Emilio Manzano de Laujar de Andarax para cursar la ESO.

### Sanidad
El municipio cuenta con un consultorio, dependiente del Hospital de Poniente-El Ejido, que da servicio de lunes a viernes, además de un consultorio auxiliar en la EATIM de Fuente Victoria que solamente atiende lunes y miércoles.

## Cultura

### Patrimonio

#### Religioso

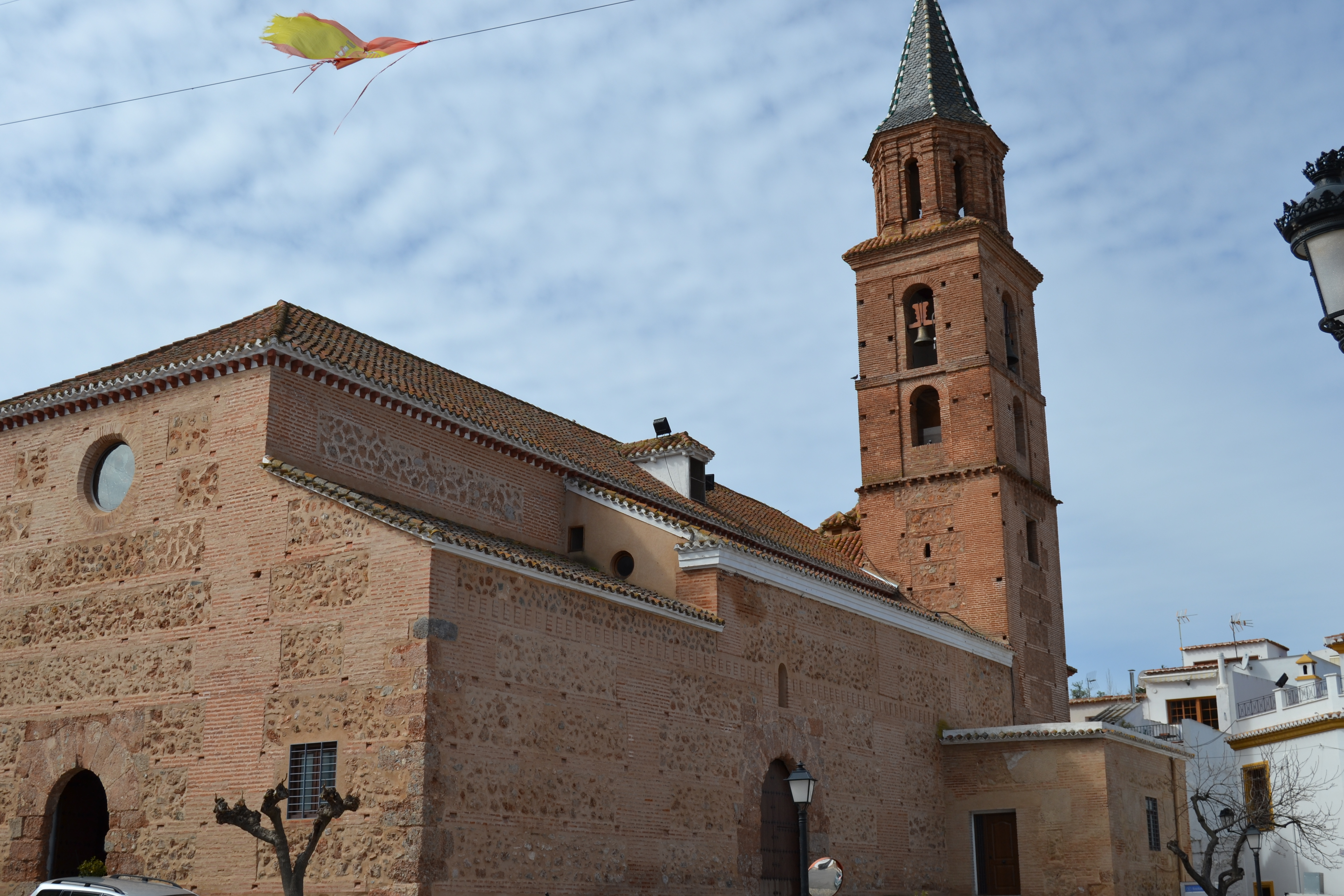

- Iglesia de San Andrés: del siglo XVI y estilo mudéjar, aunque con reformas barrocas en el XVIII es de planta rectangular, con tres naves y pilares cuadrados, es un Bien de Interés Cultural.[18][19][20]
- Iglesia de la Encarnación de Fuente Victoria.
- Iglesia de San Juan Evangelista, Bendecid.
- Ermita de San Marcos, Fondón.
- Ermita de la Virgen de las Angustias, Fondón.
- Ermita de las Ánimas, Fondón.
- Ermita de las Ánimas, Benecid.
- Ermita de los Ángeles, Fuente Victoria.

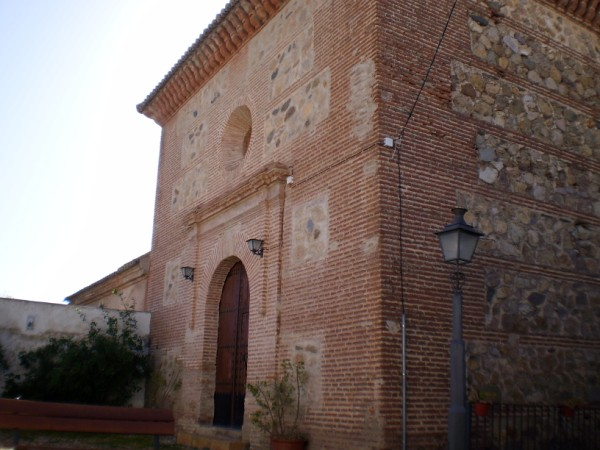
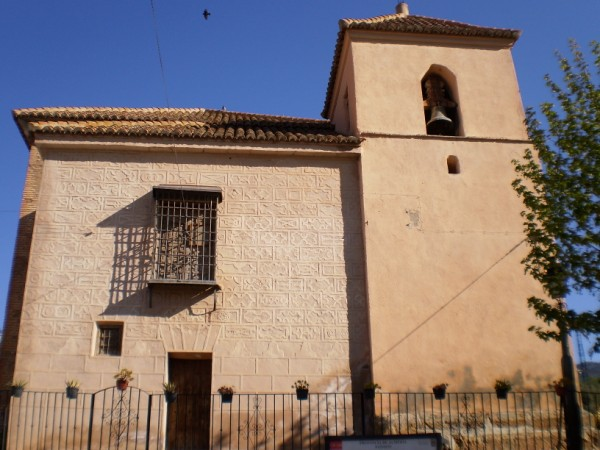
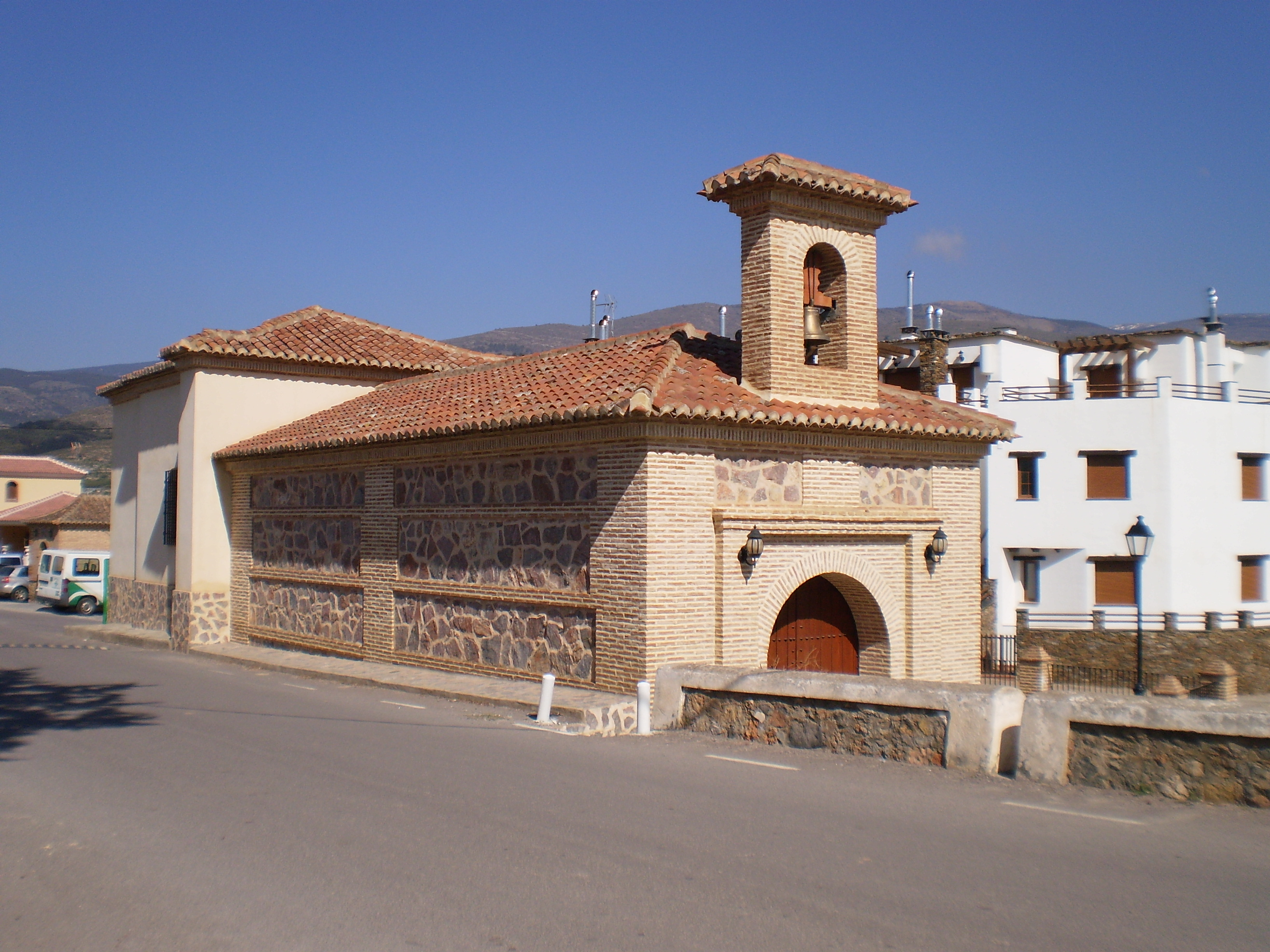
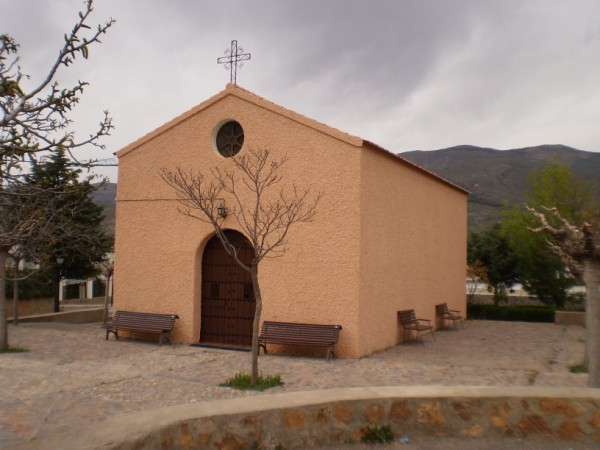
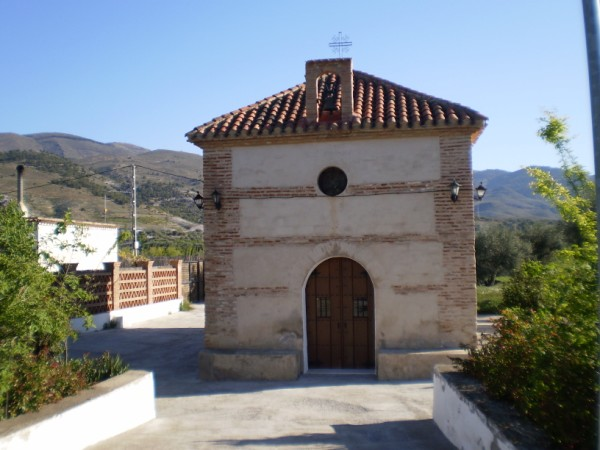
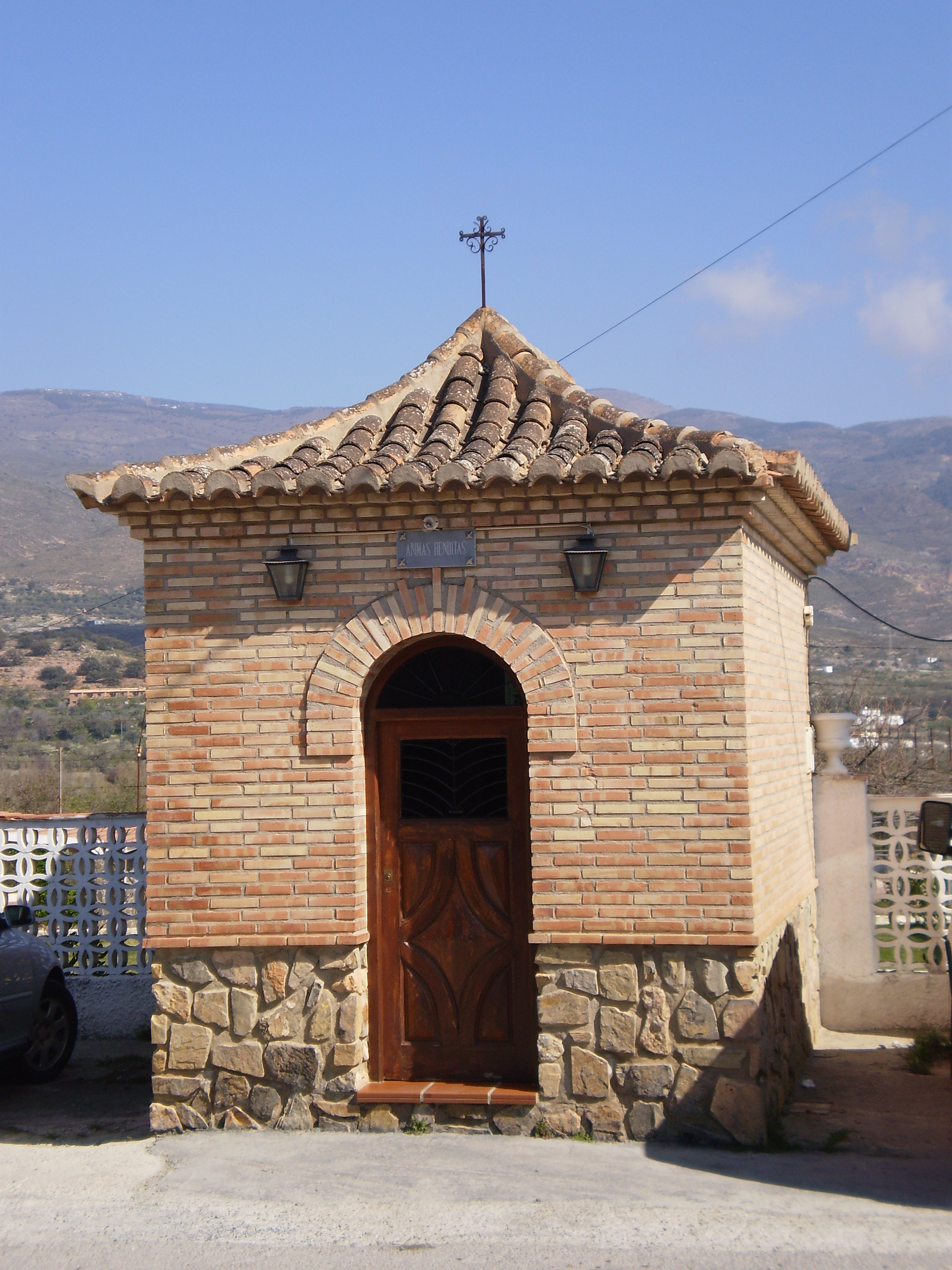
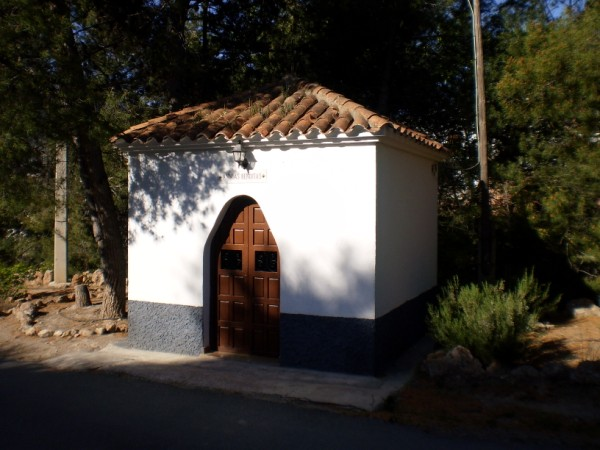

#### Civil

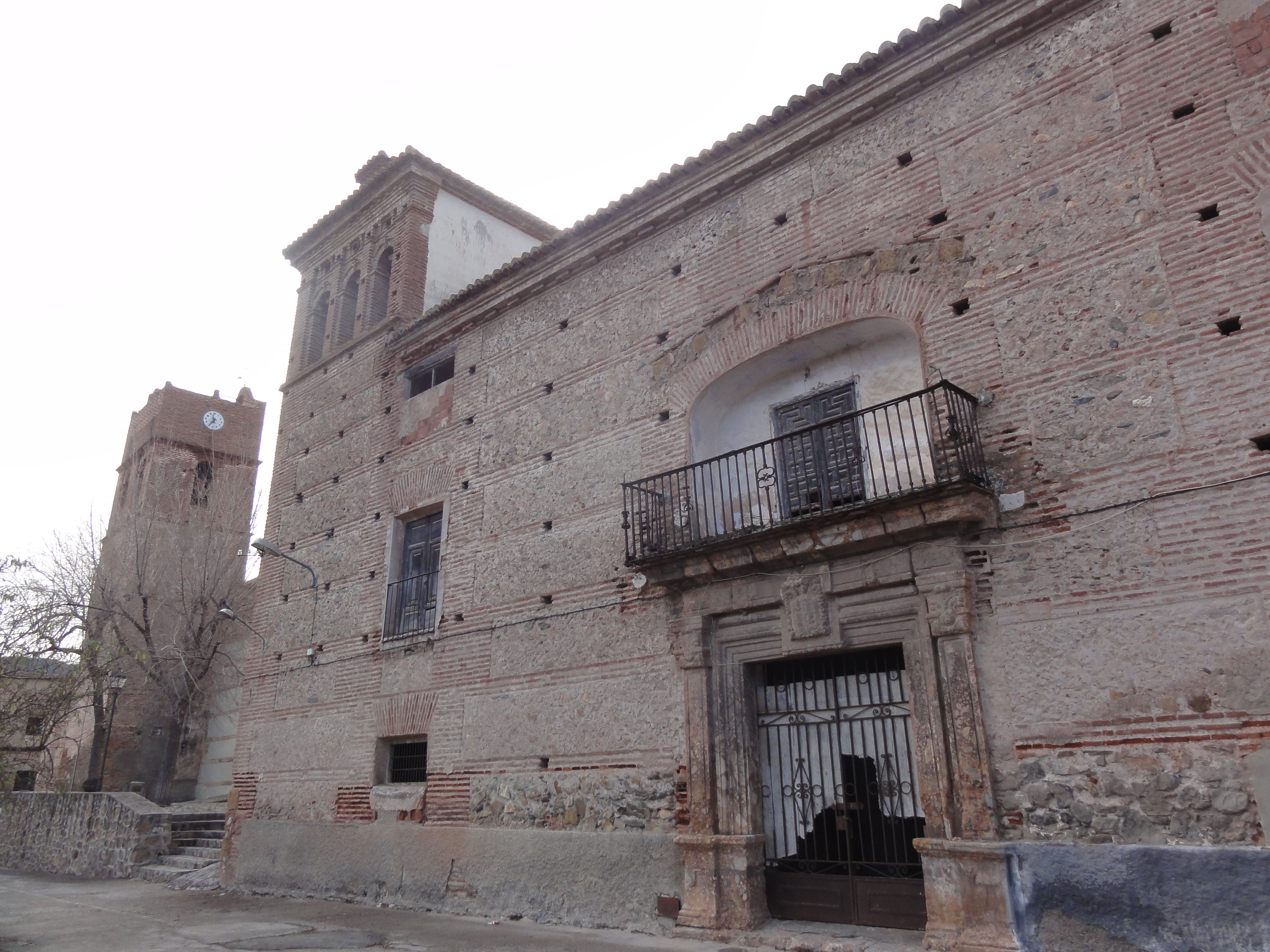
Casa del Rey Chico

- Casa del Rey Chico: palacio barroco construido en Fuente Victoria aproximadamente en 1742. De planta cuadrangular, tiene dos pisos, excepto la fachada que tiene un tercero a modo de ático y la torre mirador. Se distribuye en torno a un patio central donde en la planta baja hay cuatro columnas dórico-toscanas.[21]
- Casa Palacio de los Godoyas: palacio de finales del XVII, de tres plantas, patio interior porticado con una portada de cantería, es un centro cultural.[22][23][24]
- Fuente de Carlos IV: fuente clasicista que dispone de 5 caños de bronce en forma de león, donde tres manan sobre tres pilares y dos sobre un abrevadero. Presenta una placa con la fecha de inauguración y el monarca reinante.[25]
- Pósito de Fuente Victoria: también en Fuente Victoria, combina elementos mudéjares y castellanos, cuadrangular con muros de mampostería y piedra en la planta baja y mampostería y ladrillo en la parte alta y la fachada tiene un arco de medio punto realizado en sillares toscos.[26]
- Fuente de los Alamos
- Fuente del Pábilo
- Fuente las paces
- Fuente Marabu
- Fuente la Parra
- Fuente de la Placeta de las Ánimas
- Fuente de la Reina
- Fuente Mijares
- Fuente de la Hoya
- Fuente Mahón
- Fuente de la Hoya Don Pepe
- Fuente Refugio de La Parra

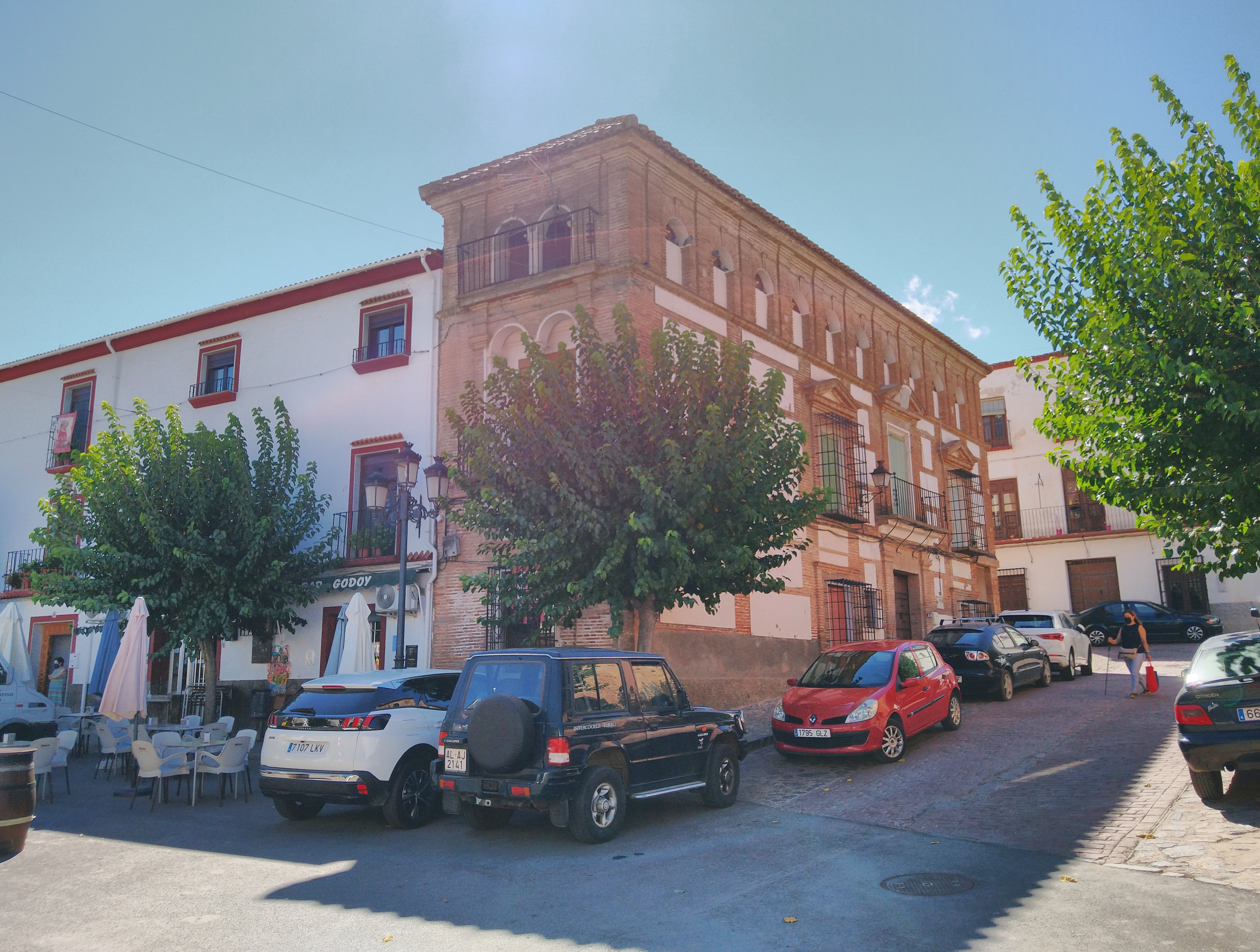
Casa de Laureano Godoy
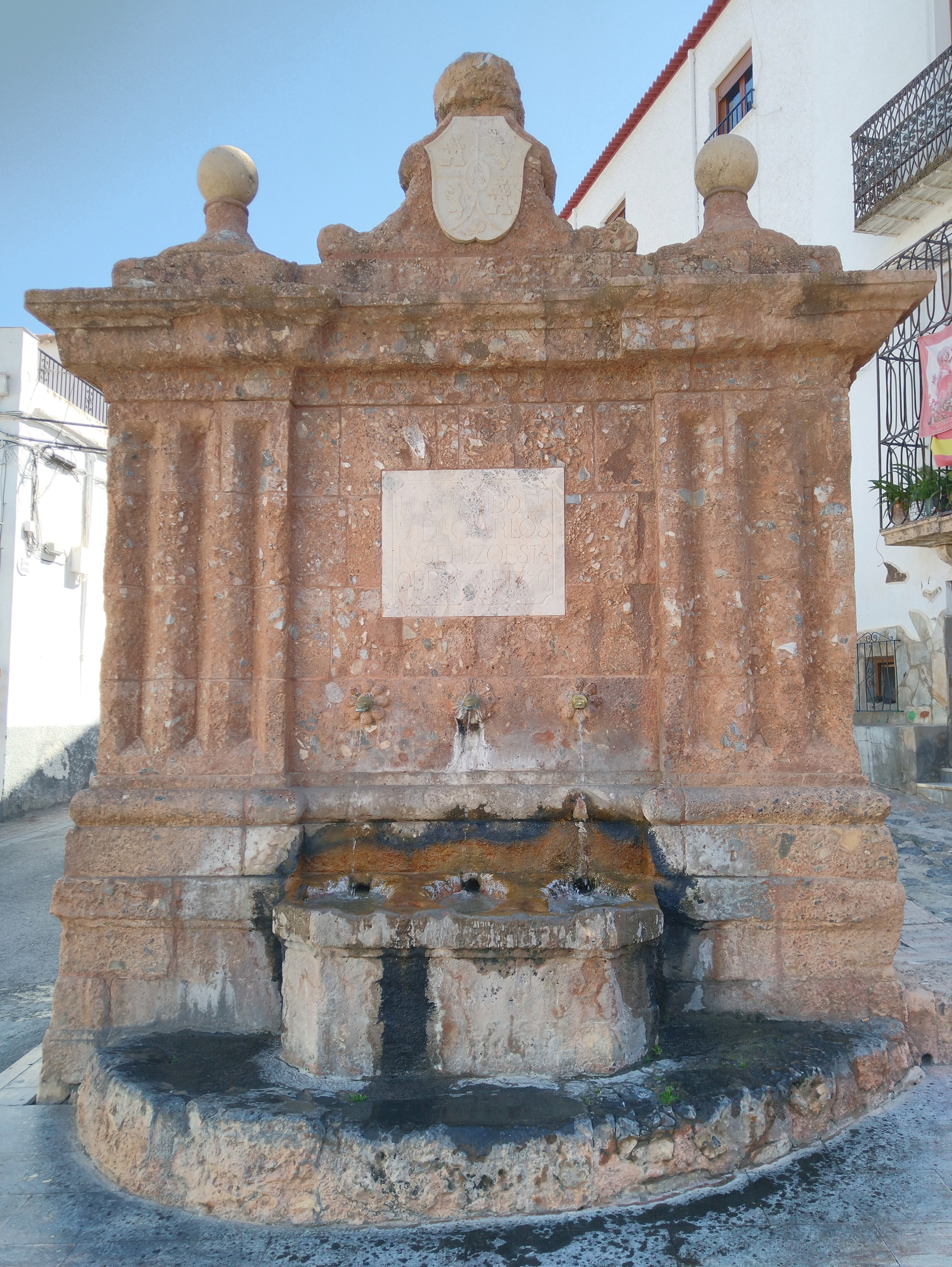
Fuente de Carlos IV
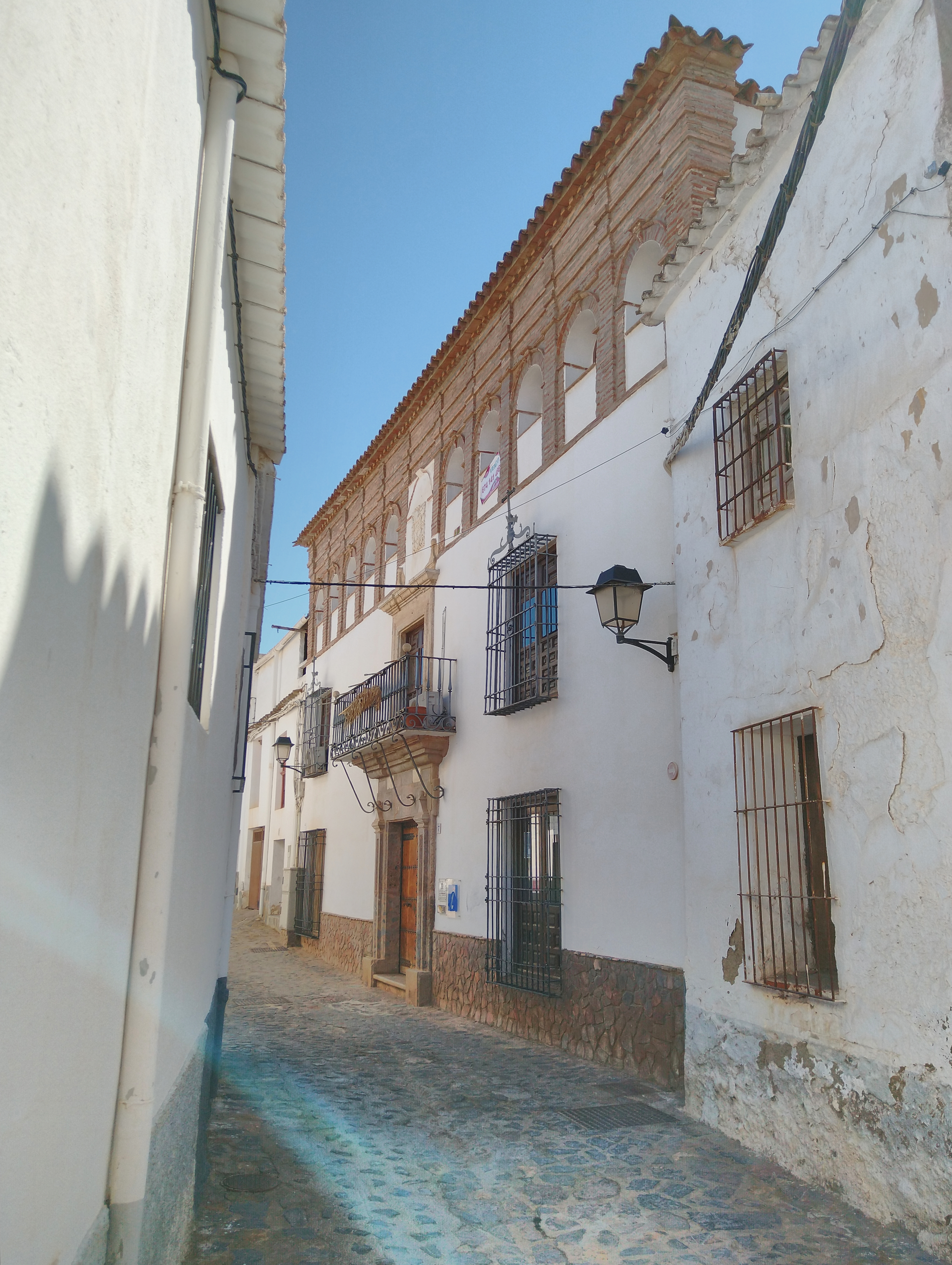
Casa-palacio de las Godoyas

### Patrimonio cultural inmaterial

#### Festividades
- San Sebastián: Fin de semana próximo al 20 de enero.[27]

- San Blas y Virgen de la Candelaria: domingo más próximo al 3 de febrero[27]

- Semana Santa[27]

- San Marcos: 25 de abril. Ermita de San Marcos.[27]

- San Isidro: 15 de mayo  Romería al río Andarax.[27]

- Fiesta de San Antonio: 13 junio[27]

- Santa Ana: 26 de julio. "Velá" popular.[27]

- Fiestas patronales: Tercer sábado de agosto, Nuestra Madre la Virgen de las Angustias, y el tercer domingo de agosto, Santísimo Cristo de la Luz.[27]
- Cruz de mayo[27]
- Corpus Christi[27]

- Fiesta de los 50.[27]
- Día de las ánimas: 25 de diciembre. La Cuadrilla de las Ánimas recorre Fondón durante todo el día cantando coplas de ánimas y villancicos y recogiendo limosnas para las Ánimas Benditas.[28][27]

- Zambombá alpujarreña[27]

- Festival de Flamenco de Fondón: primera quincena agosto[27]

- Benecid[27]

- - San Antón: fin de semana cercano al 17 de enero. Chisco en la plaza de la Constitución.[27]

- - Santa Rita: 22 de mayo. Reparto de panetes, rosas y pella en la plaza.[27]
  - Fiestas del  Cristo de las Misericordias, Virgen de la Piedad: primer o segundo fin de semana de agosto.[27]
  - Recreación de la Parva[27]

- Fuente Victoria[27]

- - Santo Cristo del Consuelo y Reina de los Ángeles: 15 y 16 de agosto.[27]

- - San Francisco: 4 de octubre. Chisco y verbena popular.[27]

- - Festividad de los Alcaldillos: 28 de diciembre. Según la tradición, dos vecinos hacen las labores de alcalde durante todo el día y recaudan limosnas para las Ánimas Benditas. Verbena popular con "baile de pujas".[29][27]

### Música

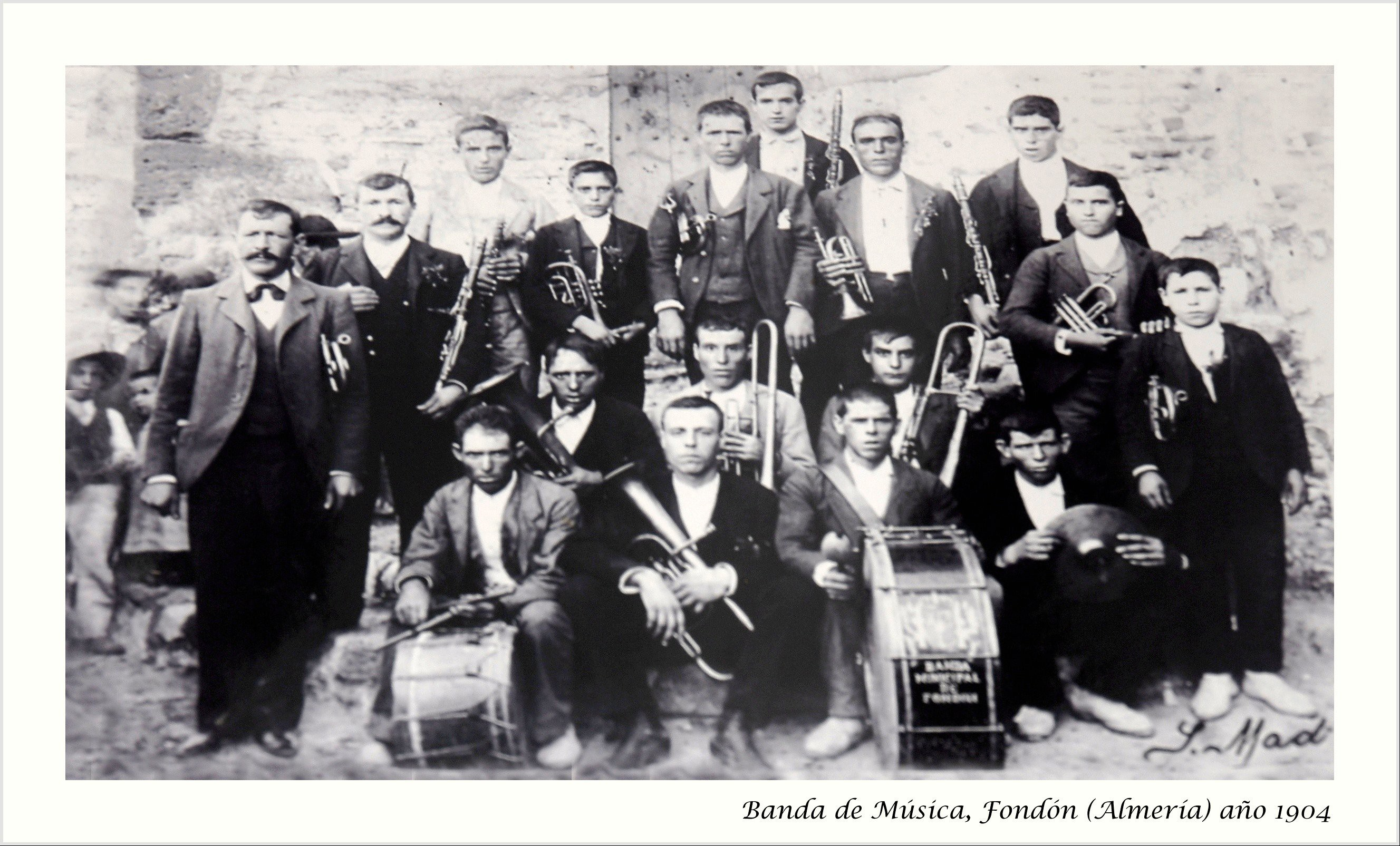
Banda de música de Fondón, 1904.

### Gastronomía

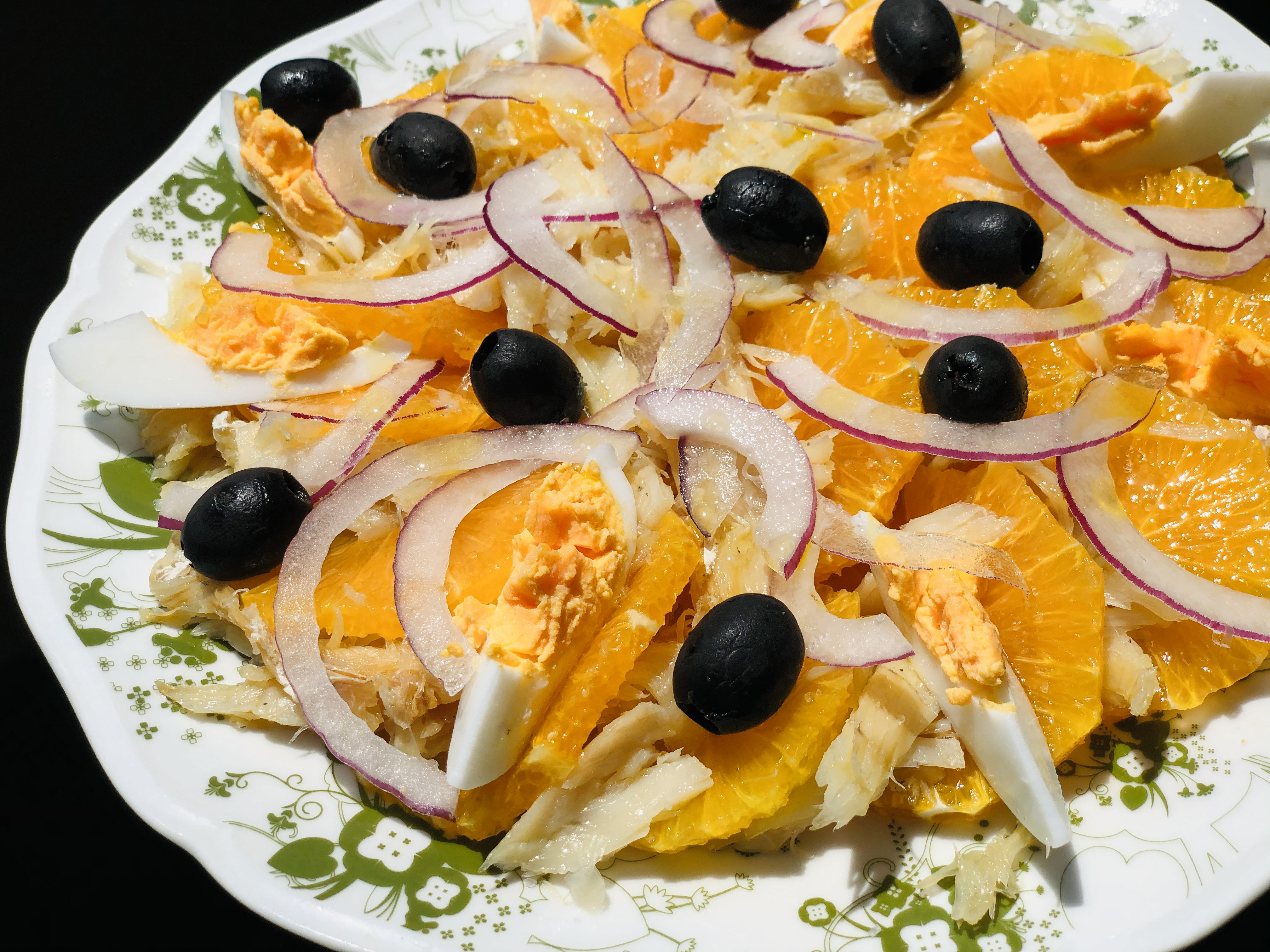
Remojón

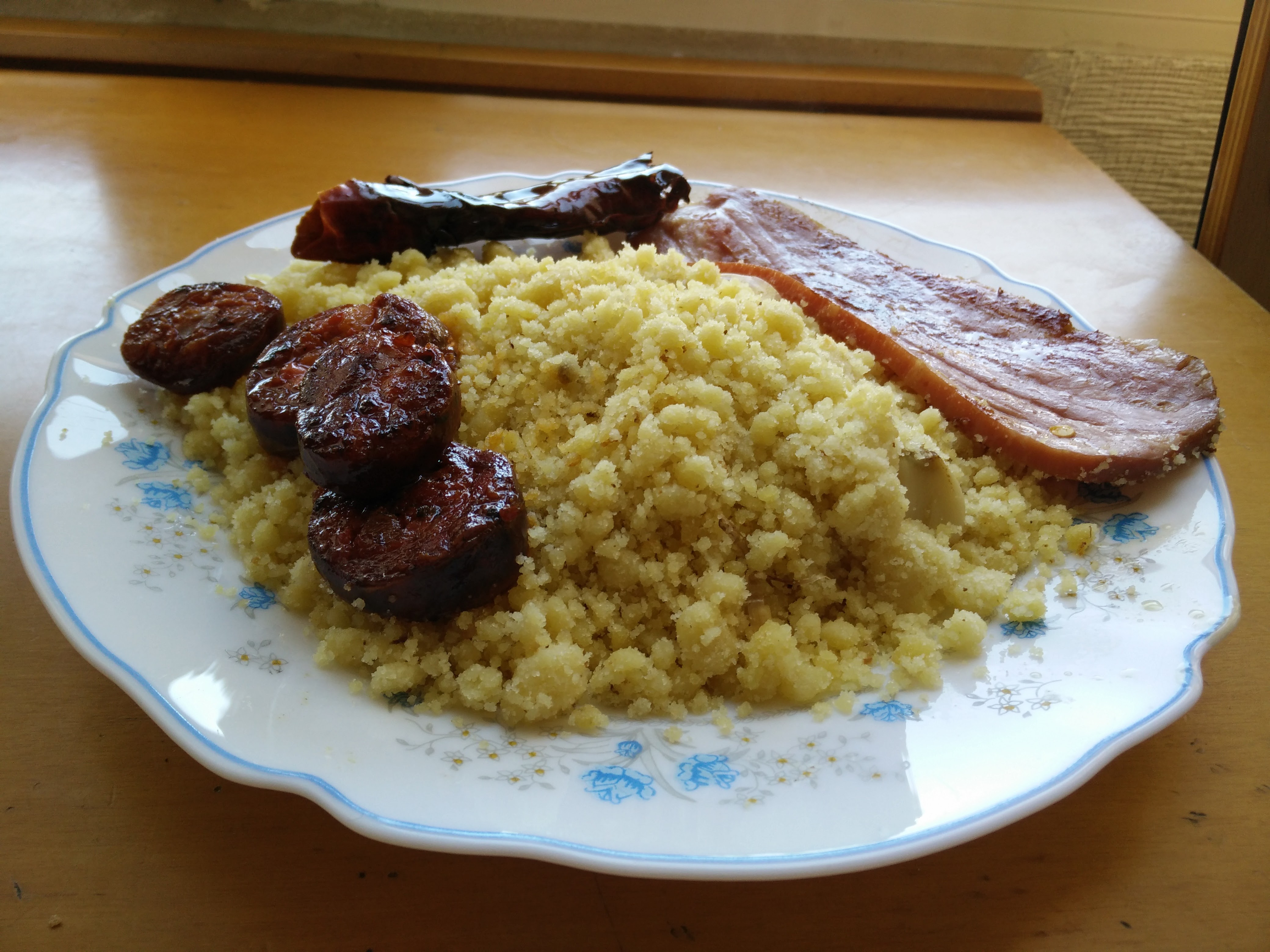
Migas de Almería

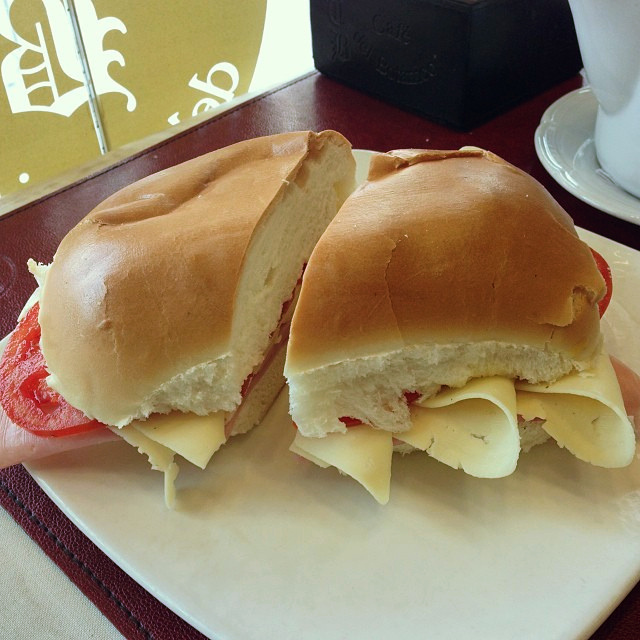
pebete

La suya es una gastronomía adaptada al paisaje de la Alpujarra, con fuertes influencias musulmanas y cristianas. Se destacan guisos como la olla de trigo, la olla de nabos, la cocina mareá o las tabirnas colorás, muy apreciadas en invierno, además de preparados de carne como el choto al ajo cabañil, las pajarillas (encebollado de asaduras de cerdo) o la carne o pescado con almendras. En verano se consume la pipirrana de Fondón (preparada con tomate seco, cebolla, aceitunas, bacalao, ajos asados y aceite), la fritá gitana, el salpicón y ensaladas.La repostería es conocida por sus mantecados, roscos de Semana Santa, pebetes de calabaza, soplillos de huevo y almendra y rosquillos de vino. En la localidad de Benecid se preparan pebetes tradicionales hechos con miel, harina, aceite, huevos y agua. También es importante la industria del dulce navideño –mantecados, polvorones, roscos y pastas de almendra– con distribución dentro y fuera de España.   
El crítico gastronómico Antonio Zapata ubica el municipio en la comarca gastronómica de la Alpujarra almeriense, zona en la que abundan las hortalizas, los embutidos, los quesos frescos y curados y la repostería con miel. El autor señala entre las recetas más distintivas el remojón, la sopa de almendras, la sobrehúsa de verduras, la cocina mareá, las migas de harina, la olla de trigo, el potaje de castañas y los soplillos.
Desde principios de los 2000, Fondón y la localidad de Fuente Victoria cuentan con modernas bodegas premiadas a nivel nacional e internacional, como la Selección de Vinos de Fondón, con producción de vinos blancos, rojos, rosados y espumosos. El municipio pertenece en la Indicación Geográfica Protegida ‘Laujar-Alpujarra’, junto a Alcolea y Laujar de Andarax, con vinícolas ubicadas a altitudes entre los 800 y los 1500 metros. Este vino es elaborado con las variedades jaén blanco, macabeo, chardonnay, vijiriego, pedro ximénez, moscatel de grano menudo, viognier, cabernet sauvignon, merlot, monastrell, tempranillo, garnacha tinta, pinot noir, petiti Verdot y syrah. Los tintos poseen aroma de frutos maduros integrados con especiados y de vainilla de la crianza en roble, mientras que los blancos aromas florales muy intensos y complejos.
La carestía de víveres en tiempos pretéritos ha dado lugar a coplillas populares como esta, rescatada por el memorialista Cristóbal Guerrero Martín, que da testimonio de la cocina fondonera:

«Si tuviéramos aceite,
ajos, cominos y sal,
 aviaríamos unas sopas,
¡pero si nos falta el pan!»

## Deporte

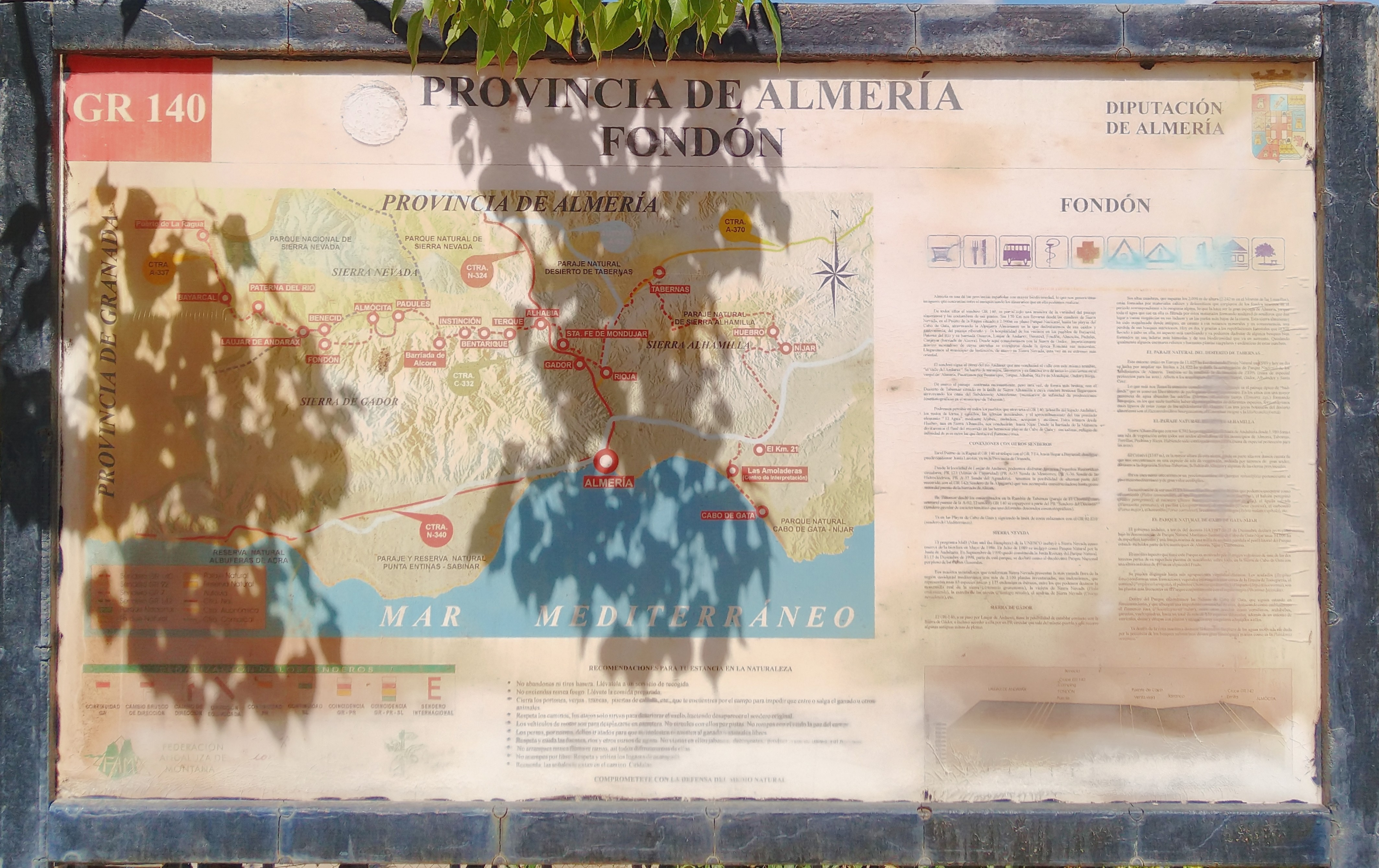
Cartel informativo del sendero de gran recorrido GR 140.

- SL A 181 "Fondón- Las Acequias del río".
- PR A 373 "Púlpito-La Parra".[41]
- GR 140 — Puerto La Ragua - Cabo de Gata».[42]
- GR 142 — Sendero de la Alpujarra.[43]

## Localidades hermanadas
- Valdepeñas de Jaén (España) [44]